# 岩内港
岩内港（いわないこう）は、北海道岩内郡岩内町にある港湾。港湾管理者は岩内町。港湾法上の「地方港湾」、運輸省（現在の国土交通省）による「特定地域振興重要港湾」に指定されている。

## 港湾施設
漁業ふ頭には岩内郡漁業協同組合による「岩内地方卸売市場」がある。

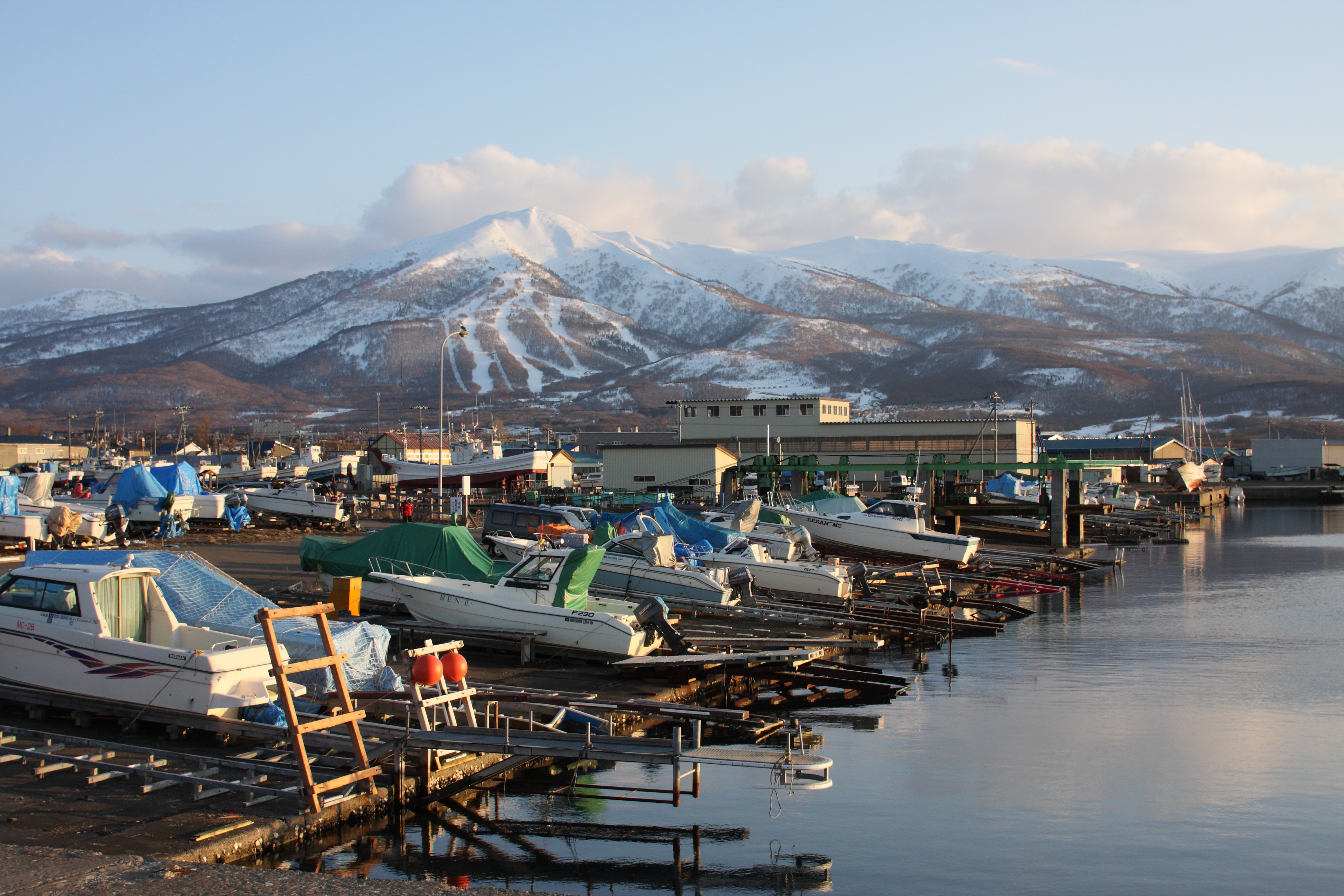
漁港区（2009年3月）

- 本港地区
  - 漁港区
  - 漁業ふ頭
  - 中央ふ頭
- 新港地区

- 漁港区（2009年3月）

## 沿革

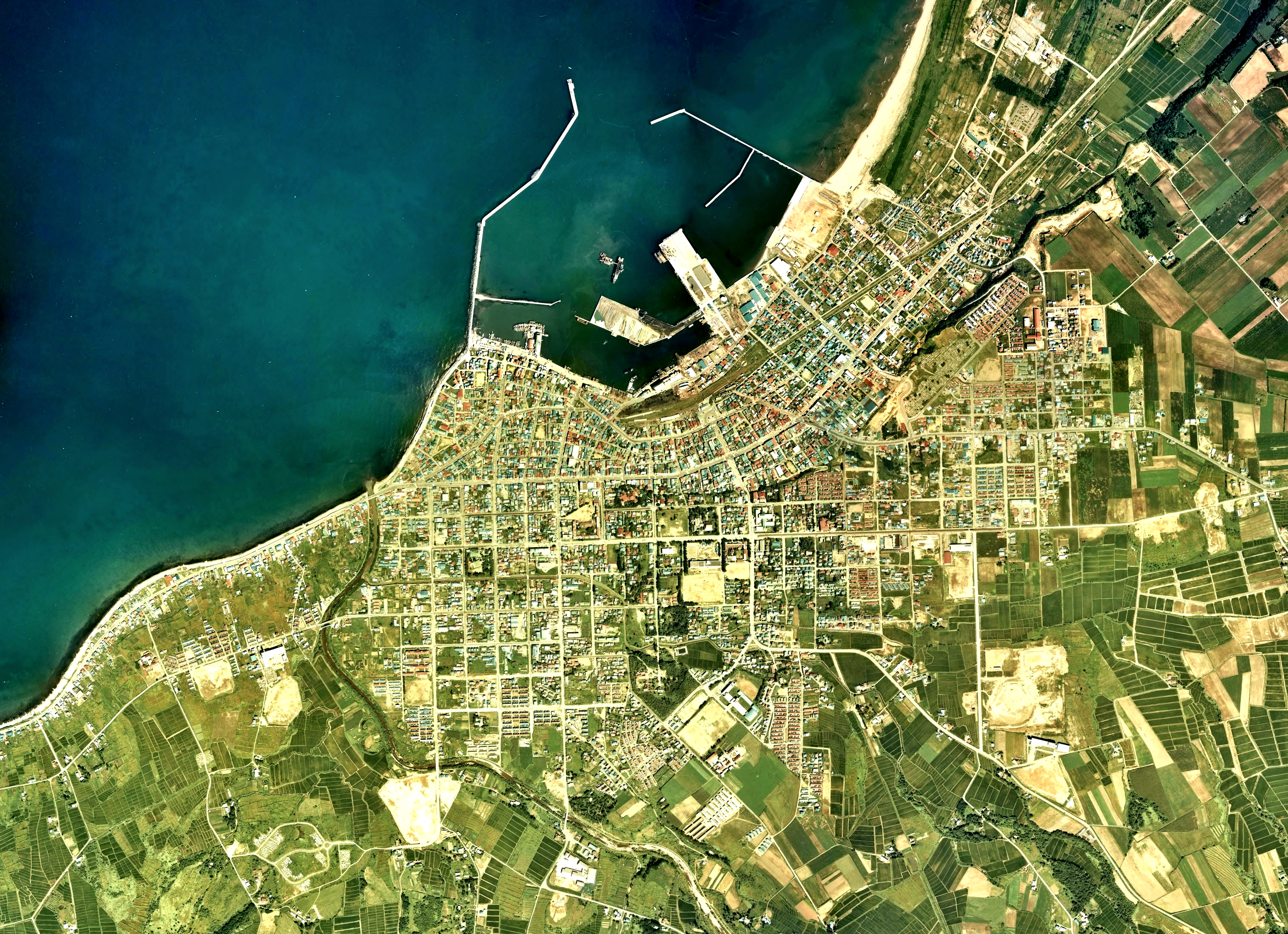
岩内町中心部の空中写真（1976年（昭和51年）撮影の7枚を合成作成）。。

- 1907年（明治40年）：町費による岩内港修築工事着工[2]。
- 1945年（昭和20年）：アメリカ軍による空襲を受ける（北海道空襲）。
- 1953年（昭和28年）：「地方港湾」指定し、岩内町が港湾管理者となる[2]。
- 1964年（昭和39年）：中央ふ頭-5.5 m岸壁竣工[3]。
- 1975年（昭和50年）：中央ふ頭-7.5 m岸壁竣工[3]。
- 1985年（昭和60年）：「保税上屋」指定[2]。
- 1990年（平成02年）：新港地区-8.0 m岸壁竣工[3]。東日本フェリーによる岩内—直江津間フェリー航路開設（1999年休止）[4][2]。
- 2000年（平成12年）：「特定地域振興重要港湾」指定。
- 2003年（平成15年）：港内にて海洋深層水取水開始、臨時分水施設完成[2]。
- 2005年（平成17年）：岩内町地場産業サポートセンターオープン[2]。フェリーターミナル解体[5]。